# شهرستان ووچی
شهرستان ووچی (به لاتین: Wuqi County) یک شهرستان‌های جمهوری خلق چین در چین است که در یان‌آن واقع شده‌است.
 شهرستان ووچی ۳٬۷۷۶ کیلومتر مربع مساحت و ۱۲۰٬۰۰۰ نفر جمعیت دارد.